# Jelcyn Dance
Jelcyn Dance – studyjny album Toy Boys i Shazzy wydany w 1994 roku. Muzyka i słowa: Shazza, Tomasz Samborski.

## Lista utworów
1. Szept
2. Pomóż
3. Bossa nova
4. Czego chcesz
5. Raczej nie
6. Sex appeal
7. Jesteś moim ideałem
8. Jelcyn, Jelcyn
9. Dziewczyna supermaszyna
10. Stop, stop
11. Żegnaj mała
12. Anna i Ewa
13. Piękniejsze od ciebie
14. Spokój
15. Zapomniałam